# تاتیانا گوربونووا
تاتیانا گوربونووا (به انگلیسی: Tatiana Gorbunova) ژیمناست زادهٔ ۲۳ ژانویهٔ ۱۹۹۰ میلادی اهل کشور روسیه است.